# Anthina
Anthina Fr. – rodzaj grzybów z typu workowców Ascomycota.

## Systematyka i nazewnictwo
Pozycja w klasyfikacji według Index Fungorum
Incertae sedis, Incertae sedis, Incertae sedis, Incertae sedis, Pezizomycotina, Ascomycota, Fungi.
Uwagi
Znana jest jedynie anamorfa.
Gatunki występujące w Polsce
- Anthina flammea Fr. 1832

Nazwy naukowe na podstawie Index Fungorum. Wykaz gatunków według Bujakiewicza .